# Great North Road (Großbritannien)

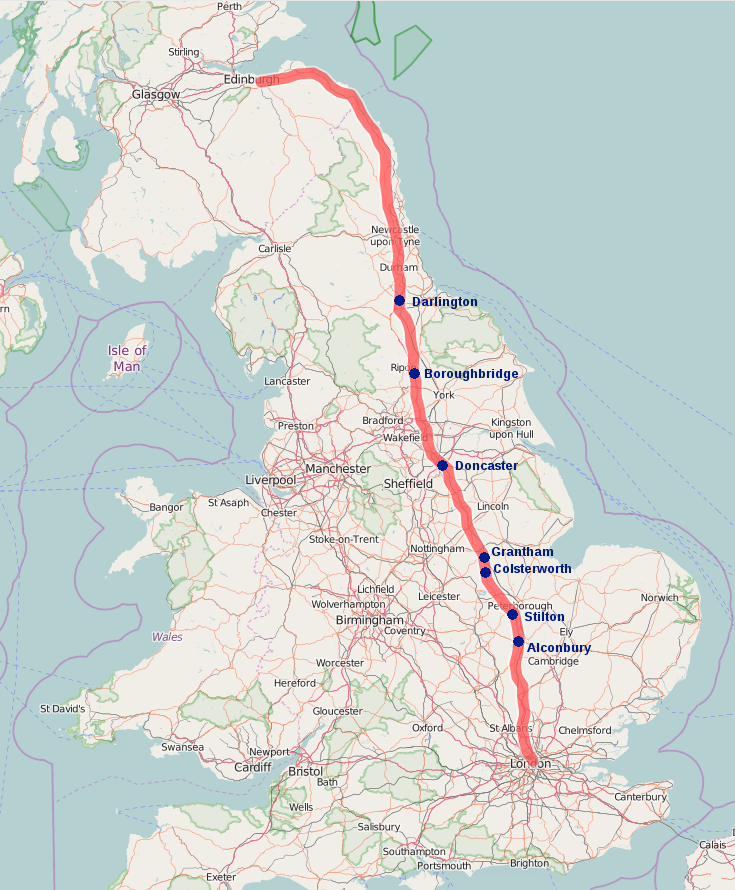
Verlauf der Great North Road mit einigen im Text genannten Stationen

Die Great North Road (englisch für Große Nordstraße) ist eine historische Fernstraße in Großbritannien. Sie war für lange Zeit die wichtigste Straßenverbindung zwischen London und Schottland, auf der zahlreiche Postkutschen zwischen London, York und Edinburgh verkehrten. Heute folgt die Fernstraße A1 in großen Teilen dem Verlauf der Great North Road, ist jedoch als ortsumgehende Schnellstraße ausgebaut, zu großen Teilen sogar als Autobahn, und vermeidet Ortsdurchfahrten. Gelegentlich wird der historische Name – etwas unscharf – auf die heutige A1 übertragen.
Viele der durch Ausbaumaßnahmen abgehängten Abschnitte der Great North Road sind weiterhin als Land- oder Ortsstraße in Gebrauch, zum Teil tragen sie auch noch den historischen Namen. Sie bilden aber keine praktikable zusammenhängende Fernroute mehr.
Entlang der Straße sind Herbergen entstanden, die außer ihrer Funktion als Poststation auch Personal und Reisenden Verpflegung und Unterkunft boten sowie Versorgung für Pferde und Fahrzeuge. Viele dieser Gaststätten sind heute noch in Betrieb, werden jedoch, da sie meist innerhalb der entstandenen Ortschaften liegen, von der ortsumgehenden A1 nicht mehr berührt.

## Verlauf

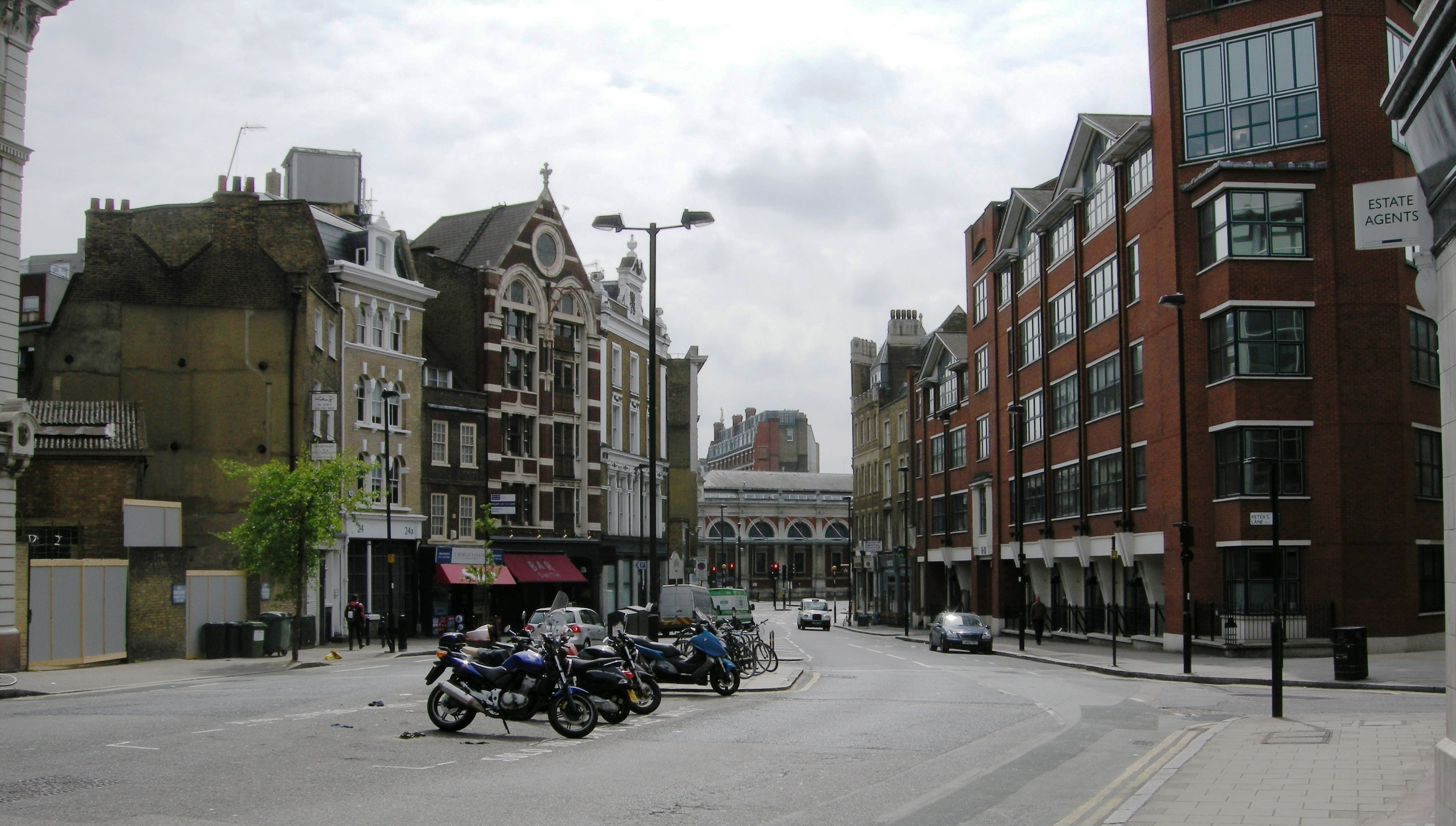
Am Südende der St John Street markiert eine Verkehrsinsel den Standplatz von Hicks Hall. Im Hintergrund ist Smithfield Market zu sehen.

Als südliches Ende der Great North Road gilt traditionell Smithfield Market in Clerkenwell, London. Eine Verkehrsinsel erinnert heute an die Stelle, wo einst Hicks Hall stand, ein 1778 abgerissenes Gerichtsgebäude. Die Front dieses Gebäudes stellte, auch nach dem Abriss noch, den Nullpunkt für Entfernungsangaben auf der Straße dar. Als 1829 das Postamt bei St Martin's-le-Grand eröffnet wurde, fuhren die Postkutschen von dort ab und trafen erst etwas später an der Station The Angel, heute eine Londoner Straßenkreuzung, auf die ursprüngliche Route.

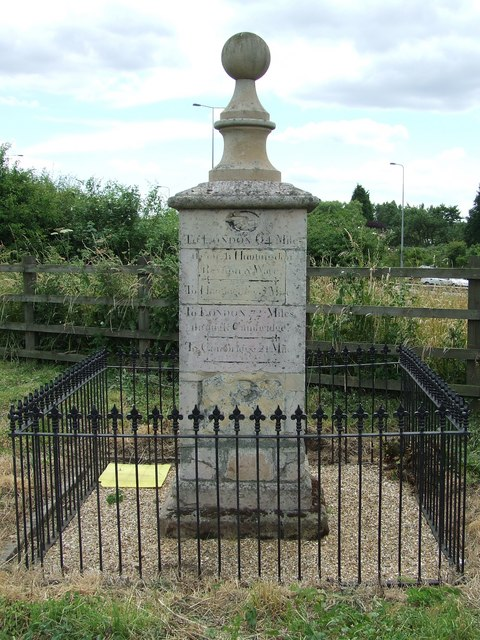
Der Meilenstein am Knotenpunkt Alconbury stand in der Mitte der historischen Straße.

Bei Alconbury südlich von Peterborough stieß die Great North Road auf die Old North Road, eine ältere Straße, die dem Verlauf der römischen Ermine Street folgte. An dieser Stelle weist ein Meilenstein die jeweiligen Entfernungen nach London aus: 64 Meilen auf der Old North Road und 68 Meilen auf der Great North Road. Ab Alconbury folgte die Great North Road der Ermine Street nordwärts durch das Dorf Stilton, westlich an Peterborough vorbei bis zum Dorf Colsterworth. Sie verließ die Ermine Street nur kurz, um die Stadt Stamford zu durchqueren, an der die Römerstraße westlich vorbeilief. An diesem Abschnitt liegen noch bedeutende Gasthöfe, etwa das Bell Inn in Stilton, wo Blue Stilton erstmals hergestellt und angeboten wurde, und das George Hotel in Stamford. 
Bei Colsterworth entfernte sich die Great North Road wieder nach Westen von der Römerstraße und lief durch Grantham, Newark-on-Trent, Retford und Bawtry nach Doncaster. Nördlich Doncaster folgte sie noch einmal kurz der Ermine Street (dieser Abschnitt heißt Roman Ridge). Westlich von Boroughbridge wurde die Römerstraße Dere Street gekreuzt sowie der River Ure überbrückt (was dort heute die A1 tut). Ab dort verlief die Great North Road nord-nordostwärts über Dishforth und Topcliffe nach Northallerton, das flache Vale of Mowbray zwischen den bergigen Gegenden der Yorkshire Dales und der North York Moors nutzend.  
Ab Northallerton ging es nordwärts über Darlington, Durham und Newcastle und durch Northumberland. Bei Berwick-upon-Tweed kurz vor der schottischen Grenze wurde die Nordseeküste erreicht, der die Straße abschließend in etwa bis Edinburgh folgte. 
Ein Abzweig an der Brücke in Boroughbridge führte entlang der Dere Street nach Scotch Corner und dann nordwestwärts nach Penrith und Glasgow ab; diese Straße wurde später bis Scotch Corner zur A1 ausgebaut. Von Scotch Corner lief eine kleine Straße nordostwärts über Barton nach Darlington und führte zurück auf die Great North Road.

## Postkutschenverkehr
Anfangs war York das Ziel des Postkutschenverkehrs auf der Great North Road. Weil diese Straße aber York überhaupt nicht berührte, sondern ab Doncaster nordwärts über Wetherby und Northallerton direkter nach Edinburgh verlief, wurde ab Doncaster die Straße über Selby nach York genommen. 
Die erste belegte Postkutschenfahrt von London nach York fand 1658 statt und benötigte vier Tage für die 196 3⁄4 Meilen (316 km) lange Strecke. Ab 1786 wurden für die Postabwicklung schnellere Kutschen eingesetzt, was auch die Reisezeiten im Passagierverkehr verkürzte. In der „Goldenen Ära der Postkutschen“ von 1815 bis 1835 waren die Kutschen von London nach York 20 Stunden, von London nach Edinburgh 45 1⁄2 Stunden unterwegs. 
Gegen den Mitte des 19. Jahrhunderts aufkommenden Eisenbahnverkehr konnten die Postkutschen nicht mehr konkurrieren. Die letzte Postkutsche von London nach Newcastle fuhr 1842 ab, die letzte von Newcastle nach London im Juli 1847.

## Bezüge in der Kultur
Als bekannteste Legende der Great North Road gilt die Flucht des Wegelagerers Dick Turpin von London nach York in weniger als 15 Stunden. Mehrere Gasthäuser an der Strecke erheben den Anspruch, Turpin habe dort gespeist oder zumindest sein Pferd versorgt. William Harrison Ainsworth setzte diesem Ereignis in seinem 1834 erschienenen Roman Rookwood ein Denkmal. Laut einigen Historikern hat Turpin diesen Ritt allerdings gar nicht unternommen, sondern ein anderer Wegelagerer namens Swift Nick sei 50 Jahre vor Turpins Geburt von Gad’s Hill bei Rochester (Kent) in 15 Stunden nach York geritten, um sich ein Alibi zu verschaffen. Auch weitere Gaunereien von Turpin werden entlang der Strecke kolportiert.
Literarische Werke, in denen die Great North Road eine bedeutende Rolle spielt: 
- In Das Herz von Midlothian von Sir Walter Scott reist Jeanie Deans auf der Great North Road nach London
- Die Pickwickier von Charles Dickens
- Die guten Gefährten von John B. Priestley
- In der Kurzgeschichte The Fantastic Horror of the Cat in the Bag von Dorothy L. Sayers gibt es eine Verfolgungsjagd auf der Straße
- In Ruined City von Nevil Shute findet eine Nachtfahrt auf der Great North Road bis an die schottische Grenze statt
- Clockwork Princess von Cassandra Clare

Die Straße wird im Text von Mark Knopflers Lied 5:15 AM aus dem Album Shangri-La erwähnt (The bandit man / Came up the Great North Road / Up to Geordieland). 
Mit der High Road im Text des schottischen Traditionals Loch Lomond ist wahrscheinlich die Great North Road gemeint.